# Vital Borkelmans
Vital Borkelmans (Maaseik, 10 giugno 1963) è un allenatore di calcio ed ex calciatore belga, di ruolo centrocampista.

## Palmarès

### Club

#### Competizioni nazionali
- Campionato belga: 4

Bruges: 1989-1990, 1991-1992, 1995-1996, 1997-1998
- Coppa del Belgio: 3

Bruges: 1990-1991, 1994-1995, 1995-1996
- Supercoppa del Belgio: 6

Bruges: 1990, 1991, 1992, 1994, 1996, 1998
- Tweede klasse: 1

Cercle Bruges: 2002-2003